# Movileni (Șendreni), Galați
Movileni este un sat în comuna Șendreni din județul Galați, Moldova, România.
 Acest articol despre o localitate din județul Galați este deocamdată un ciot. Puteți ajuta Wikipedia prin completarea lui.